# Związek Komunistów Internacjonalistów Polskich
Związek Komunistów Internacjonalistów Polskich – polska organizacja trockistowska okresu międzywojennego. W 1932 roku w łonie Komunistycznej Partii Polski ukształtowała się grupa sympatyków Lwa Trockiego, tworzona przez byłych członków Bundu (Pinkus Minc (Aleksander Minc), Hersz Mendel Sztokfisz, Usze Ejchenbojm, Izaak Deutscher) - tzw. Opozycja KPP. Grupa była niewielka (posiadała 3 komórki w Warszawie i okolicach, po jednej w Łodzi i Zagłębiu Dąbrowskim), działała głównie w środowisku żydowskich rzemieślników. Głównym postulatem Opozycji był jednolity front klasy robotniczej (negujący teorię "socjalfaszymu"), co było płaszczyzną współpracy z tzw. kostrzewistami (frakcja "większości" w KPP). W wyniku konfliktu z władzami partii trockiści zdecydowali się na początku 1934 roku utworzyć Związek Komunistów Internacjonalistów Polskich, który rozszerzył swe wpływy na m.in. Lwów (grupa ukraińskich narodowych komunistów) i Kielce. Przyjęcie hasła jednolitego frontu przez KPP osłabiło ZKIP. W 1935 roku Związek został rozwiązany a jego członkowie wstąpili do Bundu i Polskiej Partii Socjalistycznej. W 1936 roku organizacja trockistowska została odbudowana pod nazwą Bolszewicy-Leniniści, która przetrwała do początków 1939 roku.

## Literatura
- Józef Kowalski, Trudne lata. Problemy rozwoju polskiego ruchu robotniczego 1929-1935, Warszawa 1966.
- Jerzy Holzer, Mozaika polityczna Drugiej Rzeczypospolitej, Warszawa 1974.
- Oblicza lewicy. Losy idei i ludzi, pod red. Ireny Koberdowej, Warszawa 1992